# Imamzade Taher und Manssur
Das Imamzade Taher und Manssur (persisch امامزاده طاهر و منصور Emamsade Taher o Manssur, IPA:  [ɛmɑmzɑdɛ tɑhɛɾ o mænsuɾ]) ist ein Imamzade in der iranischen Stadt Kaschan. Der Bau wurde 1536 vervollständigt. Das Baudatum wurde auf der Tür des Grabmals unter den Namen der zwölf Imame erwähnt. Das Imamzade hat eine türkise Kuppel, ein türkises Minarett und einen Holzschrein.